# 萨尼·本·贾西姆体育场
萨尼·本·贾西姆体育场（阿拉伯语：‎）是一座位于卡達杜哈的综合型体育场，目前多用于举办足球赛事，
体育场是卡塔尔星级足球联赛加拉法与乌姆锡拉勒的主场。体育场修建于2003年，可容纳25000名观众。